# 斎藤利堯
斎藤 利堯（さいとう としたか、1537年 - ?）は、戦国時代から安土桃山時代にかけての武将。通称は玄蕃。斎藤道三の子で、兄弟に義龍、孫四郎、喜平次、利治、濃姫。稲葉良通（一鉄）の甥にあたる。

## 生涯
『寛政重修諸家譜』には斎藤道三の子、『勢州軍記』には稲葉一鉄の甥とあり、一鉄の姉妹が道三に嫁いでいることは『稲葉家譜』にも記されているので、どちらも正しいと見られる。
永禄年間に織田信長に降ったと見られ、加治田城を継いだ実弟の斎藤利治の要請により城代となった（堂洞軍記）。天正3年（1575年）には信長より美濃国方県郡福光郷一円などを宛行われた（南陽堂楠林氏文書）。織田信忠が織田家家督と岐阜城を継ぐと、斎藤利治と同様に信忠の家臣となった。
天正10年（1582年）6月2日の本能寺の変当時は、岐阜城の留守居だったと見られるが、変報を受けると城を掌握し、6月4日には美濃瑞龍寺・崇福寺・千手堂・西入寺に禁制を掲げた（瑞竜寺文書他）。以後、中立の動きを保った。
当時、大垣付近に在住していたイエズス会宣教師グレゴリオ・デ・セスペデスの報告によれば、「岐阜において太子の宮殿が掠奪され、諸侯の一人が城を占領したが、いずれに味方するか発表しなかった」（1583年2月13日付ルイス・フロイス書簡）とあり、利堯は織田信孝と明智光秀との間で中立を保った様である。この頃西濃では、安藤守就が旧領を回復するため利堯の舅である稲葉一鉄の北方城を攻め、東濃では兼山城主の森長可が、肥田忠政の米田城や妻木貞徳の妻木城を攻めるなど、美濃国中が乱れていた。
その後、羽柴秀吉と信孝が明智光秀を討ち、6月20日ごろ京都を出立して美濃へ向かうと、利堯は国衆の人質を連れ、不破郡長松（現大垣市長松町）で引き渡しを行った。
6月27日の清洲会議により信孝に美濃国が与えられ、利堯はその老臣となり、利治から3代目の加治田城城主となった。
東濃で城を追われた肥田忠政が加治田城に逃れたため、同年7月に森長可の兵が前哨戦である牛ヶ鼻砦（毛利山城）に攻めよせた。古参で城代に任命していた西村治郎兵衛部隊が中心となり、織田信孝援軍・駐留軍により2度も森軍を撃退した。森長可は加治田城本城を攻めたが、城方は利堯を総大将として激戦の上に退けた（加治田・兼山合戦）。
同年10月18日付け羽柴秀吉書状（浅野家文書・金井文書）において、岡本良勝と斎藤利堯宛てになっており、利堯は岡本良勝と並ぶ重臣という扱いになっている。
その後、信孝と秀吉が対立する情勢の中で、利堯は稲葉一鉄に勧められて信孝から離れ、天正11年（1583年）4月、賤ヶ岳の戦いにより信孝が自害して以降は誰にも仕えなかったと伝わる（武家事紀）。
利堯は加治田・兼山合戦の後、ほどなく死去したという説もある。加治田城も廃城となった。
加治田衆の長沼三徳と西村治郎兵衛は隠棲しながら、利堯の弟の斎藤利治の遺児であった義興、市郎左衛門の2人の男子を加治田城衣丸にて養育した。その後、長沼三徳と義興・市郎左衛門兄弟は、岐阜城主となった織田秀信に仕えた。

## 人物
- 信長は美濃斎藤道三の子息利堯（玄蕃助）に美濃福光郷ならびに牛洞野村月成方を支給、その福光郷のうち五〇貫文を犬山之伊勢守息女）（織田信広・娘：千代君）に相渡すように命じている（南陽堂楠林氏文書）。
- この伊勢守息女は六角義郷（義康）の母と考えられるが、利堯は彼女の女佐の臣であった可能性もある。岩倉・犬山織田氏は美濃守護代斎藤氏と連携して尾張上四郡を維持しており、美濃斎藤氏との関係は強く信長が織田伊勢守の娘を養女にして、六角氏に嫁がせたと考えられる[6]。
- 弟の斎藤利治が織田家で美濃斎藤氏を継承し、全国各地へ信長と行動（天下布武）するようになると、兄である利堯へ加治田城留守居に要請し、利堯は留守居となる。利治は姉の濃姫が信忠の養母となり、信忠が織田家後継者となると信忠付き側近（重臣）となる。
- 利堯も利治と共に信忠付き重臣として加治田城留守居と共に後に美濃斎藤氏として岐阜城留守居を任せられた。
- 斎藤利治が本能寺の変で討死後、留守居の岐阜城を占拠し、岐阜城主となる。親族の稲葉一鉄と行動を共にし、美濃斎藤氏として擁立。岐阜城を中心に中立を保つ。明智光秀が秀吉に敗れると、秀吉に与して信孝に仕え、信孝の老臣（宿老）となり、加治田衆を家臣団とした美濃国要所の3代目加治田城城主となった。
- 斎藤利堯が隠棲後、甥の斎藤元忠、その子の斎藤徳元が織田秀信に仕えた。
- 稲葉一鉄との親族関係も深く、姉妹が母血筋であり、織田家でも重責を担う。江戸時代後も稲葉氏と斎藤氏の結びつきは深い。